# Riegel (Lohsa)

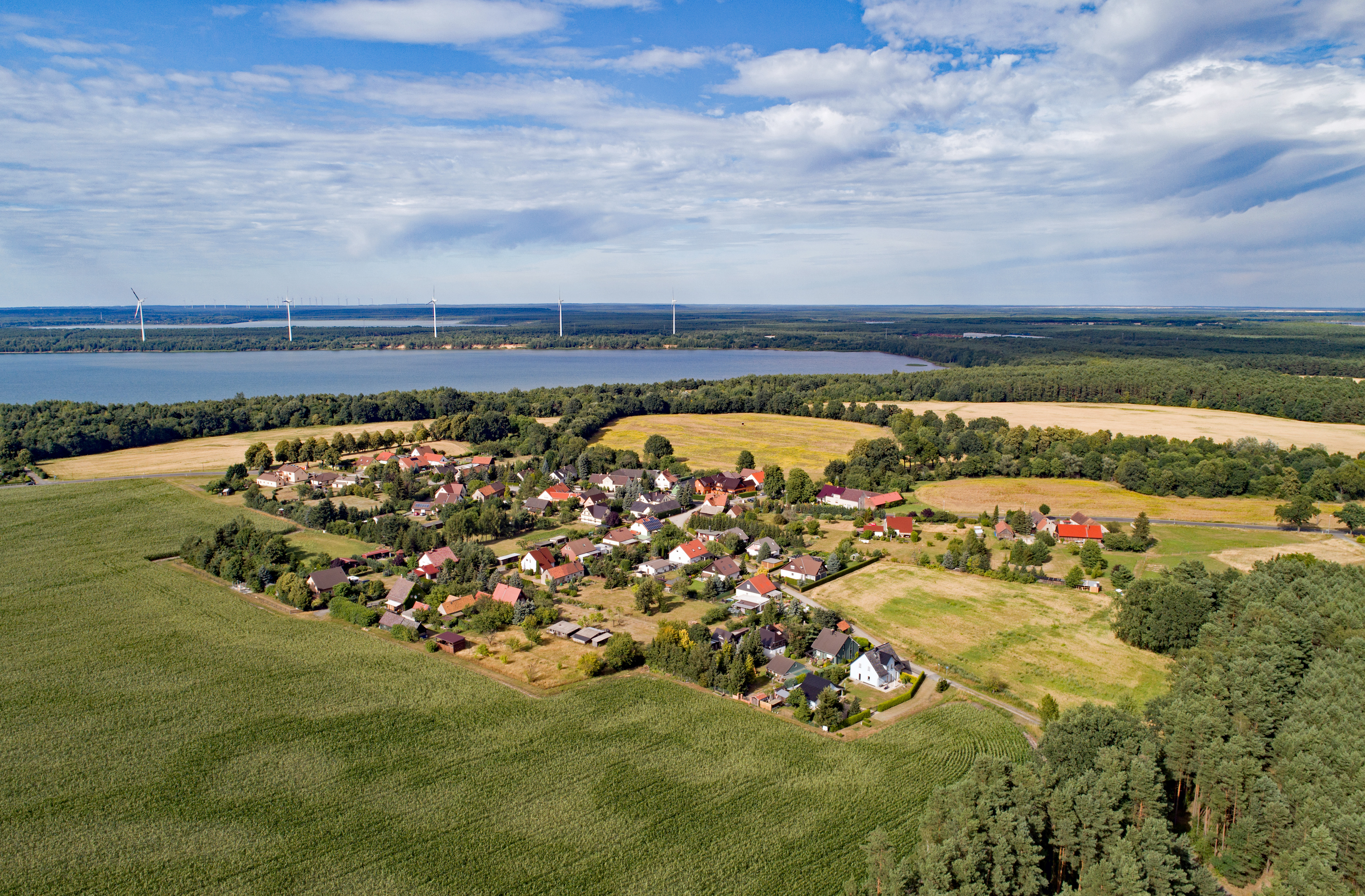
Luftbild

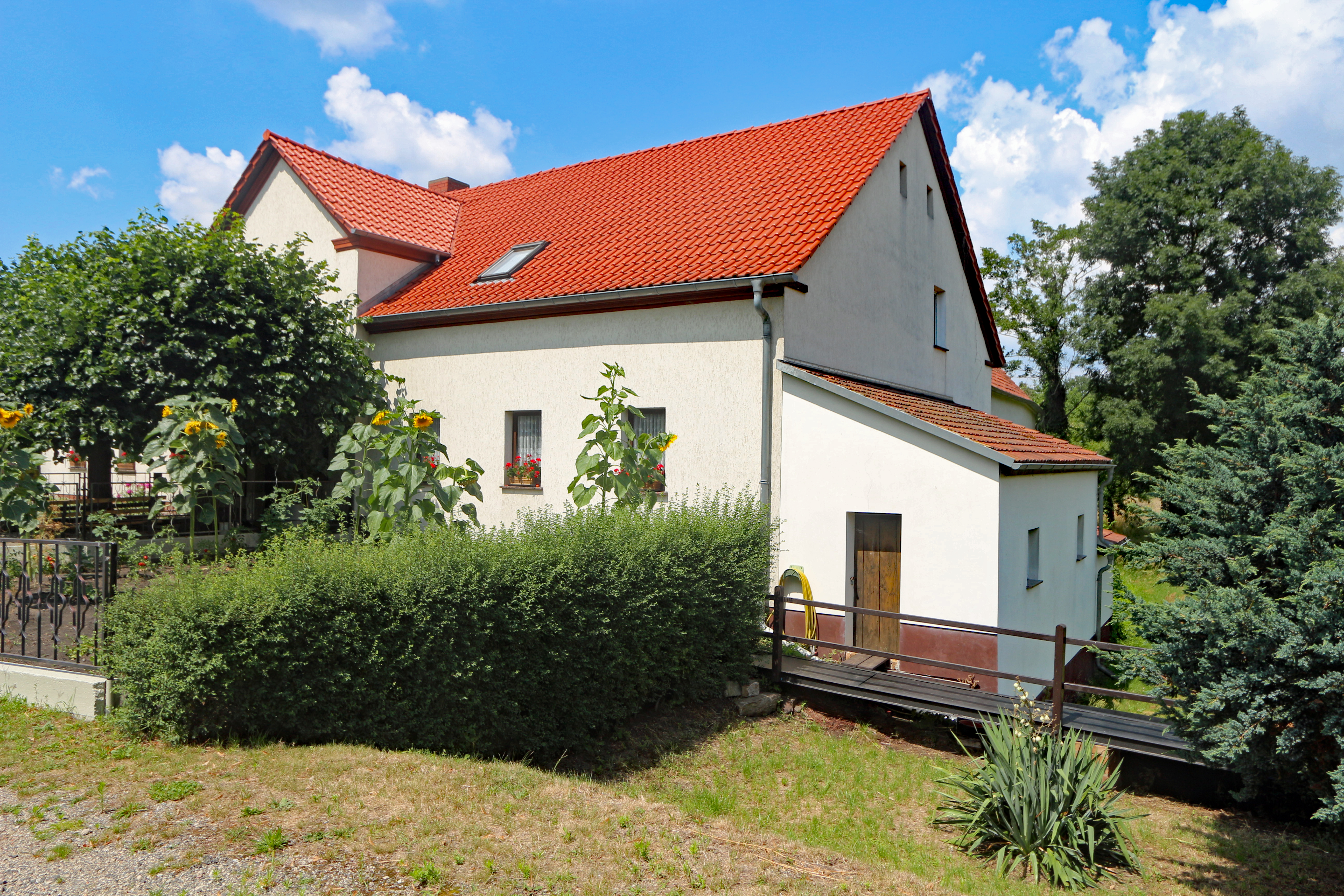
Ehemaliges Mühlengebäude (2018)

Riegel, obersorbisch Roholńⓘ, ist ein Ort im Norden des sächsischen Landkreises Bautzen, der seit 1994 zur Gemeinde Lohsa gehört. Riegel befindet sich in der Oberlausitz und zählt zum Siedlungsgebiet der Sorben.

## Geographie
Der Ort befindet sich nahe dem entstehenden Scheibe-See an der Staatsstraße 108, die von Lohsa in das nur wenige Kilometer entfernte Hoyerswerda führt.

## Geschichte
Erstmals wurde 1537 eine Heyde am Rigell („Heide am Riegel“) erwähnt. Die Grundherrschaft lag vom 16. bis ins 19. Jahrhundert bei der Standesherrschaft Hoyerswerda. In Riegel und Neustadt (Spree) betrieb Hoyerswerda seit 1550/1560 zwei neue Hammerwerke zur Bearbeitung des Raseneisenerzes. Beide Werke ersetzten das damals schon über 150 Jahre bestehenden einzige Hammerwerk in Nardt, das offenbar aufgegeben wurde. Der Dreißigjährige Krieg brachte eine Zäsur in der Eisenproduktion in der Oberlausitz. Seit mindestens 1660 ist der Hammer wüst. Das Hammerwerk befand sich wahrscheinlich auf dem Gelände der Wassermühle, deren Gebäude heute noch existiert. Der Mühlgraben ist unterdessen trocken und die Kleine Spree wurde im Zuge des Braunkohlebergbaus umverlegt. Sie fließt jetzt nördlich um den Scheibe-See.
Bis 1977 war Riegel eine eigenständige Landgemeinde, seit 1938 mit dem Ortsteil Scheibe. Am 1. Januar 1978 wurde sie nach Weißkollm eingemeindet.  Der Ort Scheibe musste 1986/87 dem kurzfristig aufgeschlossenen Tagebau weichen.

### Einwohnerentwicklung
Für seine Statistik zählte der Wissenschaftler Arnošt Muka im Jahre 1884 in Riegel 89 Einwohner, davon 86 Sorben und drei Deutsche. Ernst Tschernik gab an, dass im Jahr 1956 noch immer 86,5 % der Bevölkerung von Riegel und Scheibe Sorbisch sprachen. Damit gehörte Riegel zu dieser Zeit zu den Gemeinden mit dem größten sorbischsprachigen Bevölkerungsanteil in der Umgebung.